# Fidèle Vagabond
Pour plus de détails, voir Fiche technique et Distribution.
Fidèle Vagabond (titre original : Old Yeller) est un film américain réalisé par Robert Stevenson, sorti en 1957.
Produit par Walt Disney Productions ce film est inspiré du livre de Fred Gipson, Sam, chien du Texas (Savage Sam), sur l'amour d'un garçon pour son chien.

## Synopsis
Dans le Texas pittoresque des années 1860, un garçon nommé Travis, voulant affirmer son autorité, tente de faire fuir un chien fringant errant aux oreilles pendantes, adopté par son frère cadet Arliss. Mais le chien Vagabond prouve sa loyauté en protégeant la ferme familiale et en sauvant la vie de Travis. Le garçon et son chien deviennent alors inséparables et ensemble apprendront de précieuses leçons de vie.

## Fiche technique
- Titre français : (Le) Fidèle Vagabond
- Titre original : Old Yeller
- Réalisateur : Robert Stevenson assisté de Robert G. Shannon et Yakima Canutt (seconde équipe)
- Scénario : Fred Gipson, William Tunberg basé sur une œuvre de Fred Gipson
- Photographie : Charles P. Boyle
- Montage : Stanley Johnson
- Musique : Oliver Wallace
  - Orchestrations : Clifford Vaughan
  - Chansons : Gil George et Oliver Wallace (Old Yeller)
- Directeur artistique : Carroll Clark
- Décors : Emile Kuri, Fred M. MacLean
- Costumes : Gertrude Casey, Chuck Keehne
- Maquillage : Pat McNalley
- Coiffure : Elaine Stone
- son : Robert O. Cook (superviseur), Frank McWhorter (enregistreur)
- Effets visuels : Peter Ellenshaw (matte artiste)
- Producteur : Bill Anderson, Walt Disney
- Société de production : Walt Disney Productions
- Pays d'origine :  États-Unis
- Genre : Comédie dramatique
- Durée : 83 minutes (1 h 23)
- Dates de sortie :
  - États-Unis : 25 décembre 1957
  - France : 10 mars 1959

Sauf mention contraire, les informations proviennent des sources suivantes : Leonard Maltin, John West et IMDb

## Distribution
- Dorothy McGuire : Katie Coates
- Fess Parker : Jim Coates
- Tommy Kirk (VF : 1958: inconnu, 1992: Christophe Lemoine):  Travis Coates
- Kevin Corcoran (VF : 1958: Marie-Martine, 1992: -) : Arliss Coates
- Chuck Connors : Burn Sanderson
- Jeff York : Bud Searcy
- Beverly Washburn : Lisbeth Searcy
- Spike : Vagabond
- Jerome Courtland : interprète de la chanson Old Yeller

Source : Leonard Maltin, Dave Smith, John West et IMDb
Note; il a deux doublages francais (1958 et 1992). la chanson est conservé dans sa version originale dans la première VF.

## Récompenses et nominations
- Golden Laurel : 1958

## Sorties cinéma
Sauf mention contraire, les informations suivantes sont issues de l'Internet Movie Database.
- États-Unis : 25 décembre 1957
- Brésil : 6 janvier 1958
- Australie : 7 août 1958
- Italie : 22 novembre 1958
- Danemark : 4 décembre 1958
- Hong Kong : 18 décembre 1958
- Allemagne de l'Ouest : 3 février 1959
- France : 10 mars 1959
- Japon : 15 mars 1959
- Suède : 23 mars 1959
- Finlande : 19 mai 1961

## Origine et production

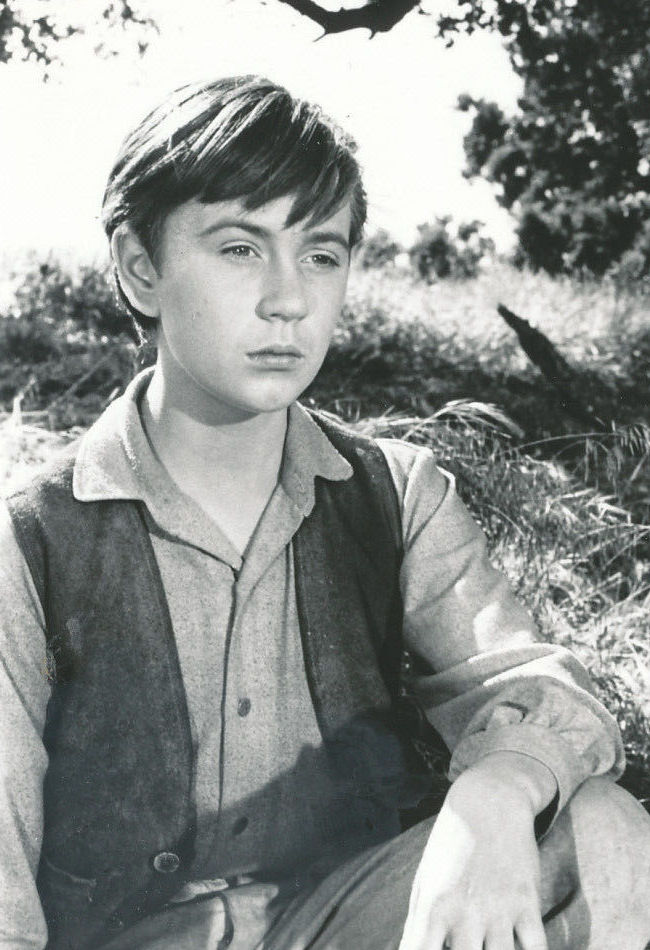
Tommy Kirk en 1957.

La genèse du film débute quand le producteur Bill Anderson découvre l'histoire de Sam Chien du Texas (Savage Sam) de Fred Gipson dans la revue Collier's Weekly. Il donne lors de l'une des quatre réunions hebdomadaire qu'il a avec Walt Disney les quatre numéros de Collier's contenant la novélisation de Sam Chien du Texas et demande à son patron son avis. Plusieurs jours plus tard sans nouvelle de Walt Disney au sujet de cette adaptation, Anderson est contacté par l'agent de Gipson qui l'informe que MGM souhaite acheter les droits pour faire un film et le producteur parvient à obtenir un délai le temps de relancer Walt. Le vendredi, Walt Disney répond qu'il n'y a pas assez de matière pour un film mais confesse n'avoir lu qu'un numéro, ce qui contrarie Anderson et met fin à la réunion. Le dimanche, Walt appelle Anderson et lui demande d'acheter les droits d'adaptation du roman à n'importe quel prix. Les tensions sur la production entre Disney et Anderson n'ont fait que commencer.
Walt Disney décide de combiner deux recettes qui font alors le succès de son studio, les films avec des animaux (voir la série True-Life Adventures) et les productions avec des enfants en vedette (dont l'émission The Mickey Mouse Club). Il sélectionne le scénario basé sur Sam Chien du Texas de Fred Gipson parlant de l'amour d'un garçon pour son chien. Ce duo est le premier d'un grand nombre de productions Disney mêlant enfant(s) et chien(s). Walt Disney assigne Robert Stevenson à la réalisation, ce sera la seconde production réalisée pour Disney après Johnny Tremain (1957). Dans le roman original, Sam est un "Texas hound" mais après plusieurs essais avec des chiens de cette race, Anderson n'était pas convaincu en raison d'un manque de personnalité. En parallèle Anderson avait rencontré un chien d'une autre race, Spike mais Walt voulait un chien de la race définie par Gipson et pour Robert Stevenson n'importe lequel des chiens testés convenait. Ne trouvant pas de solution, Walt Disney emmène les tests chez lui, sa femme les voit et lui conseille d'utiliser Spike et aucun autre. Le lendemain Walt appelle Anderson et l'informe qu'il accepte que ce soit Spike mais qu'il ne sera pas bien pour le film.
La distribution du film compte plusieurs des vedettes du studio Disney qui campent ici des personnages à leur image. Leonard Maltin énumère « la chaleur et la sincérité de Fess Parker (une adéquation de la personnalité et du personnage similaire pour plusieurs critiques à celle de Gary Cooper), le personnage de l'enfant de ferme Moochie de Kevin Corcoran, Tommy Kirk avec un accent texan. » Il faut aussi ajouter Dorothy McGuire qui interprète son premier des trois rôles maternels de sa carrière avec Disney.
Le film a été tourné à Thousand Oaks dans un ranch qui est depuis devenu le parcours de golf North Ranch Golf Course, avec la maison des Coates situé au niveau des trous sept et huit. Le chien Spike, rôle principal du film, avait un maquilleur, un coiffeur et une doublure. Il avait été dressé pour prendre une pose avec un regard perplexe quand son dresseur jouait une note précise avec une flûte. D'autres animaux ont été utilisés dont 25 porcs sauvages venus du centre de la Californie et un ours. John West précise que le studio Disney jouit d'une bonne réputation pour les animaux utilisés dans les films mais le publicitaire Leonard Shannon se souvient avoir constaté que l'ours était hébergé dans un ranch où les animaux n'avaient pas d'eau et haletaient.

## Sortie et accueil

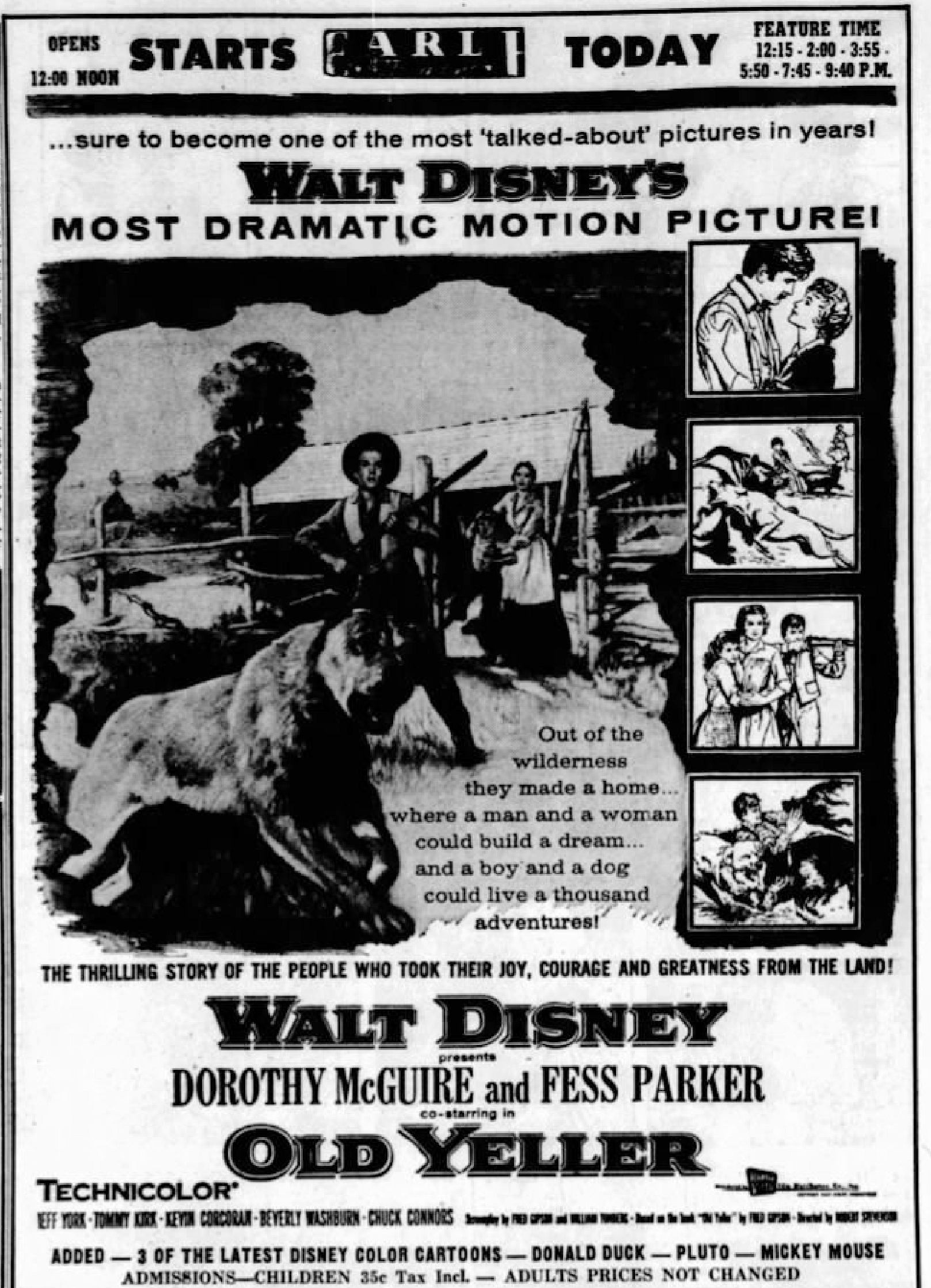
Publicité pour le film parue en 1958

Juste avant la sortie du film, l'émission Walt Disney Presents (sur ABC) du 20 novembre 1957 est consacrée à la promotion du film avec un documentaire intitulé The Best Doggoned Dog in the World,. La sortie de Fidèle Vagabond donne lieu à des distributions d'aliments et jouets pour chiens et dans certaines salles des maîtres chiens et vétérinaires prennent soin des compagnons canins des spectateurs. Les sorties en salles aux États-Unis et au Canada ont rapporté 6,25 millions d'USD pour la sortie durant le Noël 1957.
Le film a reçu de bonnes critiques et a généré 8 millions d'USD de recettes aux États-Unis, en cumulant avec 1958. Le succès du film a convaincu le studio Disney que pour prospérer, il devait poursuivre la production de films en prise de vue réelles modestes et reléguer l'animation à une activité secondaire. John West considère que la vraie star du film, comme prévu par Bill Anderson, est le chien Spike et le fait que tous les autres acteurs sont exceptionnels et fassent partie de l'écurie Disney lui fait écrire que le chien est peut-être la seule star du film. Après la fin de la production, Walt Disney s'est inquiété du fait que le film aurait du mal à être ressorti régulièrement car le public ne va pas au cinéma pour pleurer. Il a évoqué le sujet avec Bill Anderson, évoquant ces filles qui ne voulaient pas revoir le film, que leur père aurait dû empêcher la mort de Vagabond, qu'au film le studio a poussé le public à éprouver trop de sympathie envers le chien.
Bosley Crowther dans un article du New York Times daté du 26 décembre 1957, loue les acteurs et qualifie le film de « jolie petite image familiale » qui est une « adaptation proche et sensible du livre pour enfants de Fred Gipson. » Il écrit aussi que « c'est une histoire chaleureuse à l'accent rustique qui se déroule dans de jolies images en couleur. Sentimentale mais aussi vigoureuse qu'un bâton d'hickory. [...] qu'il est difficile de ne pas imaginer trouver un bas de Noël quelque part, comme pour Vagabond lui-même. » Le Chicago American propose en couverture deux chiens de concours, une femelle yorkshire terrier et un petit lévrier italien assis à l'entrée d'un cinéma. Le New York World-Telegram and Sun est plus humoristique en évoquant des spectateurs humains se prenant pour des parias au milieu de salles pleines de chiens et regardant un film sur un chien et l'absence de commentaires mordant de la part les invités spéciaux.
Le film est ressorti en 1965 et en 1974. Une suite a été donnée au film, tirée d'un autre roman de Fred Gipson, Sam l'intrépide (1963). Une adaptation en bande dessinée a été publiée en octobre 1974 dans le magazine Walt Disney Showcase. Le film Fidèle Vagabond est ressorti en 1965 totalisant 2 millions d'USD en salle. Deux courts métrages éducatifs ont été réalisés à partir d'images du film Love and Duty: Which Comes First? (1975), et un autre de la série  Films as Literature. Le film est sorti en vidéo en 1981 et 1992.
Le 21 avril 2005, Disney Consumer Products lance une gamme de produits pour les animaux de compagnie Disney's Old Yeller au travers de la marque Kroger.

## Analyse
Le livre et son adaptation cinématographique sortie un an après sont devenus « culte » pour une partie des baby boomers. Jeff Walls écrit « Fidèle Vagabond, comme Le Magicien d'Oz ou Star Wars, est devenu plus qu'un film, il est devenu une part de notre culture. Si vous vous promenez dans la rue en interrogeant les gens au hasard, vous auriez du mal à trouver quelqu'un qui ne connaît pas l'histoire de Fidèle Vagabond, qui ne l'a pas aimée ou qu'elle n'a pas fait pleurer. La fin du film est devenue plus célèbre que n'importe quelle autre dans l'histoire du cinéma. » Pour Steven Watts, Fidèle Vagabond est un énième exemple de l'exploration de l'individualisme comme concept de vie prôné par le studio Disney. Le jeune Travis est contraint de prendre des responsabilités familiales et apprend la vie dans la difficulté. Les protagonistes sont essentiellement des hommes forts et les personnages féminins sont relégués à des seconds rôles. Dans Fidèle Vagabond comme dans Danny, le petit mouton noir, la femme est une figure maternelle chaleureuse dont la principale préoccupation est sa famille, exécutant seule les tâches domestiques et l'éducation des enfants. Steven Watts y voit l'idéologie prônée par le studio Disney pour la femme des années 1950.
L'expérience de Robert Stevenson comme réalisateur lui a permis, selon Leonard Maltin, de « traiter le sujet avec dignité et compréhension afin de porter toute l'émotion inhérente à l'histoire. » Pour John West, Fidèle Vagabond est parfait sous tous les aspects avec de l'aventure, de l'humour, de la terreur et des sentiments intenses, la fin est un tire-larmes de premier ordre.
Lynda Haas, Elizabeth Bell et Laura Sells associent le film au thème récurrent de la « mère absente » dans un sous-groupe où la mère n'est pas absente comme dans Pinocchio, Cendrillon, etc. mais qu'elle n'est présente que pour encourager ses enfants de manière bénévole, se sacrifiant pour atteindre ce but comme dans La Belle et le Clochard (1955) ou Peter et Elliott le dragon (1977).